# Čepiče, Globasnica
Čepiče (nemško Tschepitschach) je naselje v Občini Globasnica v Okraju Velikovec na Koroškem v Avstriji.